# Asa de Águia

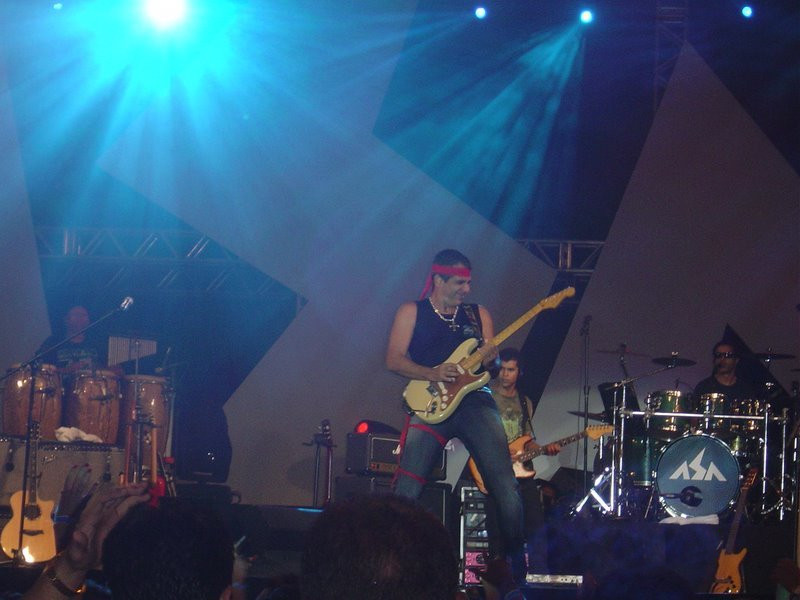
Asa de Águia en concert

Asa de Águia est un groupe brésilien de musique axé. Né à Salvador en 1987, le groupe est mené par le chanteur Durval Lélis.

## Discographie
- 1988 - Asa de Águia
- 1990 - Qual é ?
- 1991 - Com amor
- 1992 - Se ligue
- 1993 - Cocobambu
- 1994 - Sereia
- 1995 - A lenda
- 1996 - Kriptonita
- 1997 - Tá reclamando de quê ?
- 1998 - Na veia
- 1999 - E o mundo não acabou
- 2000 - Asa de Águia
- 2001 - Reino da folia
- 2002 - Trivela
- 2003 - Abalou...
- 2004 - Sou Asa...